# Cicadulina chinai
Cicadulina chinai är en insektsart som beskrevs av Ghauri 1964. Cicadulina chinai ingår i släktet Cicadulina och familjen dvärgstritar. Inga underarter finns listade i Catalogue of Life.